# Les Sept Merveilles du monde industriel
Les Sept Merveilles du Monde Industriel (Seven Wonders of the Industrial World) est une série télévisée de docufictions britannique en sept épisodes de 50 minutes diffusée du 4 septembre au 16 octobre 2003 sur la BBC.
Elles décrivent sept grandes réalisations technologiques de la révolution industrielle ou postérieures. Il convient de remarquer que les « merveilles » choisies sont toutes situées au Royaume-Uni ou aux États-Unis, ou ont été réalisées par des ingénieurs en provenance de ces pays.
Cette série est inédite dans tous les pays francophones.

## Épisodes
1. Le Paquebot géant : Cet épisode décrit la construction du SS Great Eastern dans les années 1850 par Isambard Kingdom Brunel.
2. Le Pont de Brooklyn : Cet épisode décrit la construction du pont de Brooklyn par John Augustus Roebling dans les années 1880.
3. Le Phare de Bell Rock : Cet épisode décrit la construction du phare de Bell Rock.
4. Les Égouts de Londres : Cet épisode décrit la construction des égouts de Londres par Joseph Bazalgette dans les années 1850.
5. Le Canal de Panama : Cet épisode décrit la construction du canal de Panamá, de la tentative de Ferdinand de Lesseps à la réalisation par les Américains au début du XXe siècle.
6. Le Transcontinental américain : Cet épisode décrit la construction du Transcontinental américain dans les années 1860.
7. Le Barrage Hoover : Cet épisode décrit la construction du barrage Hoover dans les années 1930 par Frank Crowe.